# Flughafen Bucaramanga-Palonegro

i8
i11
i13
Der internationale Flughafen Bucaramanga (spanisch: Aeropuerto Internacional Palonegro IATA-Flughafencode: BGA, ICAO-Flugplatzcode: SKBG) befindet sich in der Stadt Lebrija, Santander, etwa 7 km westlich von Bucaramanga, Kolumbien auf 1188 m Seehöhe. Der Flughafen bietet der Metropolregion Bucaramanga und den umliegenden Städten Zugang zu internationalen und Inlandsflügen. Der Flughafen trägt den Namen der näheren Umgebung „Palonegro“. Dies war der Ort einer berühmten Schlacht des Tausend-Tage-Krieges, die Anfang des 20. Jahrhunderts stattfand. Der Flughafen hat eine Asphaltlandebahn mit einer Länge von  2260. Er ist derzeit der achtgrößte Flughafen in Kolumbien.
Der alte Flughafen Bucaramanga-Gómez Niño, der sich in der heutigen Ciudadela Real de Minas (einem Stadtteil von Bucaramanga) befindet, wurde Ende 1938 von der Fluggesellschaft SCADTA gebaut, und der Betrieb mit Junkers F 13 aufgenommen. Gómez Niño befand sich fast mitten im Stadtgebiet. Er hatte schlechte Bedingungen bezüglich Sicherheit und Flugnavigation und war Schauplatz mehrerer tödlicher Flugunfälle. Deshalb wurde der neue Flughafen Palonegro gebaut. Der Flughafen wurde über den Bergen gebaut, die das Bucaramanga-Plateau umgeben und befindet sich auf 1188 Meter Seehöhe. Der Bau begann im Jahr 1967 und der Flughafen wurde im August 1974 eröffnet.

## Zwischenfälle
- Am 14. Dezember 1977 wurde eine Vickers Viscount 817 der kolumbianischen TAC Colombia (Luftfahrzeugkennzeichen HK-1267) bei der Landung auf dem Flughafen Bucaramanga-Palonegro irreparabel beschädigt. Nach einem sehr harten Aufsetzen sprang das Flugzeug wieder hoch und setzte auf dem letzten Drittel der Landebahn erneut auf. Der Kapitän führte einen sehr heftigen Ringelpiez durch. Dabei brachen das Bugfahrwerk und das linke Hauptfahrwerk zusammen; das Flugzeug kam zum Stillstand, wobei die linke Tragfläche sowie die Propeller und Motoren Nr. 1 und Nr. 2 (links außen und innen) beschädigt wurden. Personen kamen nicht zu Schaden.[4]